# Écho (clavier)
Pour les articles homonymes, voir Écho.
Le clavier d'écho ou écho en abrégé est un des claviers historiques de l'orgue, généralement placé (quand il existe) en troisième ou quatrième position. Ce clavier ne fonctionne que sur la partie supérieure de l'instrument et possède un nombre réduit de touches, soit de 25 à 37 notes voire un peu plus.
Les tuyaux qui lui correspondent sont généralement situés dans le soubassement de l'orgue, de manière à en étouffer quelque peu la sonorité.  
Ce clavier est utilisé, à l'époque du haut baroque, pour produire un effet d'écho en répétition par rapport à des parties plus sonores - d'où son nom  : ce qui a suscité l'écriture de pièces présentant cette particularité et désignées sous ce même nom : on en trouve par exemple chez Guillaume-Gabriel Nivers, Nicolas Lebègue, Lambert Chaumont ... Plus tard, cette forme tombe en désuétude.
À l'origine le clavier d'écho n'avait qu'un seul jeu, un cornet, moins présent que celui du Grand Orgue et auquel il pouvait répondre pour créer un effet d'écho. Le clavier d'écho moderne est généralement de composition similaire à celle du positif, avec des jeux plus doux. Il fait généralement office de 4e ou 5e clavier. On l'appelle parfois aussi Écho de récit. En Allemagne, il s'appelle généralement Echowerk.